# Lignières-la-Carelle
Lignières-la-Carelle és un municipi francès situat al departament del Sarthe i a la regió de País del Loira. L'any 2007 tenia 375 habitants.

## Demografia

### Població
El 2007 la població de fet de Lignières-la-Carelle era de 375 persones. Hi havia 132 famílies de les quals 28 eren unipersonals (24 homes vivint sols i 4 dones vivint soles), 32 parelles sense fills, 68 parelles amb fills i 4 famílies monoparentals amb fills.
La població ha evolucionat segons el següent gràfic:
Habitants censats

### Habitatges
El 2007 hi havia 141 habitatges, 134 eren l'habitatge principal de la família, 4 eren segones residències i 2 estaven desocupats. 138 eren cases i 3 eren apartaments. Dels 134 habitatges principals, 115 estaven ocupats pels seus propietaris, 17 estaven llogats i ocupats pels llogaters i 2 estaven cedits a títol gratuït; 1 tenia una cambra, 6 en tenien dues, 9 en tenien tres, 27 en tenien quatre i 91 en tenien cinc o més. 114 habitatges disposaven pel capbaix d'una plaça de pàrquing. A 39 habitatges hi havia un automòbil i a 88 n'hi havia dos o més.

### Piràmide de població
La piràmide de població per edats i sexe el 2009 era:
| Homes | Edats   | Dones |
| ----- | ------- | ----- |
| 0     | 95 o +  | 0     |
| 0     | 90 a 94 | 0     |
| 0     | 85 a 89 | 0     |
| 0     | 80 a 84 | 0     |
| 12    | 75 a 79 | 8     |
| 4     | 70 a 74 | 4     |
| 0     | 65 a 69 | 0     |
| 4     | 60 a 64 | 8     |
| 12    | 55 a 59 | 4     |
| 12    | 50 a 54 | 8     |
| 20    | 45 a 49 | 12    |
| 20    | 40 a 44 | 16    |
| 20    | 35 a 39 | 20    |
| 4     | 30 a 34 | 16    |
| 8     | 25 a 29 | 4     |
| 8     | 20 a 24 | 8     |
| 40    | 15 a 19 | 4     |
| 16    | 10 a 14 | 32    |
| 16    | 5 a 9   | 16    |
| 8     | 0 a 4   | 8     |

## Economia
El 2007 la població en edat de treballar era de 265 persones, 202 eren actives i 63 eren inactives. De les 202 persones actives 191 estaven ocupades (104 homes i 87 dones) i 11 estaven aturades (8 homes i 3 dones). De les 63 persones inactives 26 estaven jubilades, 23 estaven estudiant i 14 estaven classificades com a «altres inactius».

### Ingressos
El 2009 a Lignières-la-Carelle hi havia 139 unitats fiscals que integraven 385 persones, la mediana anual d'ingressos fiscals per persona era de 19.888 €.

### Activitats econòmiques
L'any 2000 a Lignières-la-Carelle hi havia 8 explotacions agrícoles que ocupaven un total de 432 hectàrees.

## Poblacions més properes
El següent diagrama mostra les poblacions més properes.